# Kościół Wniebowzięcia Najświętszej Marii Panny w Oświęcimiu
Kościół pw. Wniebowzięcia Najświętszej Marii Panny w Oświęcimiu – kościół znajdujący się na północ od rynku starego miasta na osi wschód-zachód. Jest widoczny przy wjeździe na most od zachodu.
Wzmiankowany w latach 1325–1327. Jako murowany również u Jana Długosza. Data powstania kościoła nie jest dokładnie znana. Był wielokrotnie przebudowywany, przed 1530 rokiem niewiele wiemy o jego strukturze architektonicznej. Przebudowany w 3. ćwierci XVII w. Restauracja po pożarze w 186] r. Wieża kwadratowa zbudowana ostatecznie w latach 1863-1877, wcześniej dolna część z końca XVI w. Orientowany, murowany, prostokątne prezbiterium dwuprzęsłowe, od południa zakrystia. Od północy kaplica Chrystusa ukrzyżowanego. Prezbiterium połączone z korpusem tęczą o łuku półkolistym. Korpus trzynawowy, halowy, dwuprzęsłowy z chórem. Nawa główna otwarta do naw bocznych z każdej strony dwiema arkadami filarowymi prostokątnymi z dekoracją pilastrową. Sklepienia prezbiterium i nawy kolebkowe z lunetami na gurtach. Chór muzyczny na szerokość korpusu na trzech arkadach, parapet chóru łukowo wygięty pośrodku. Parapet chóru jak i sklepienia dekorowane figurami geometrycznymi ze stiukowych listew profilowanych. W oknach prezbiterium i naw bocznych różnokolorowe witraże. Od północy mała kaplica św. Maksymiliana Marii Kolbego. Od zachodu na osi wysoka wieża zegarowa z kruchtą. W górnej kondygnacji zdobiona motywem czworoliścia. Na zewnątrz kościoła na narożnikach prezbiterium szkarpy, także wieża oszkarpowana. Na dachu korpusu sygnaturka. Na ścianie wschodniej prezbiterium krucyfiks z 2. poł. w. XVII.
We wnętrzu portale; z kruchty do północnej nawy bocznej i z prezbiterium do zakrystii gotycko-renesansowe, ten z datą 1529 r. Drzwi do zakrystii żelazne obite blachą w kratę podobne drzwi między nawą północną a kaplicą św Maksymiliana. Ołtarz Główny odnawiany wielokrotnie (ostatnio w 2004 roku), późnobarokowy z 1. ćwierci XVIII w. Figury ołtarzowe apostołów św. Piotra i św. Pawła oraz czterech aniołów późnobarokowe. Chrzcielnica marmurowa z pokrywą blaszaną z datą 1613 r. Obrazy barokowe w ołtarzach bocznych św. Jacka i św. Dominika. Feretron późnobarokowy, krucyfiks z XVII w., także liczne epitafia od barokowych do klasycystycznych. Ambona późnobarokowa na północnej ścianie prezbiterium przy przejściu w korpus nawowy pod łukiem tęczy.

## Plebania
Podczas II wojny światowej budynek przykościelnej plebanii został przywłaszczony przez Gestapo na swoją siedzibę. Po wojnie w budynku znajdował się Powiatowy Urząd Bezpieczeństwa Publicznego w Oświęcimiu.

## Galeria zdjęć

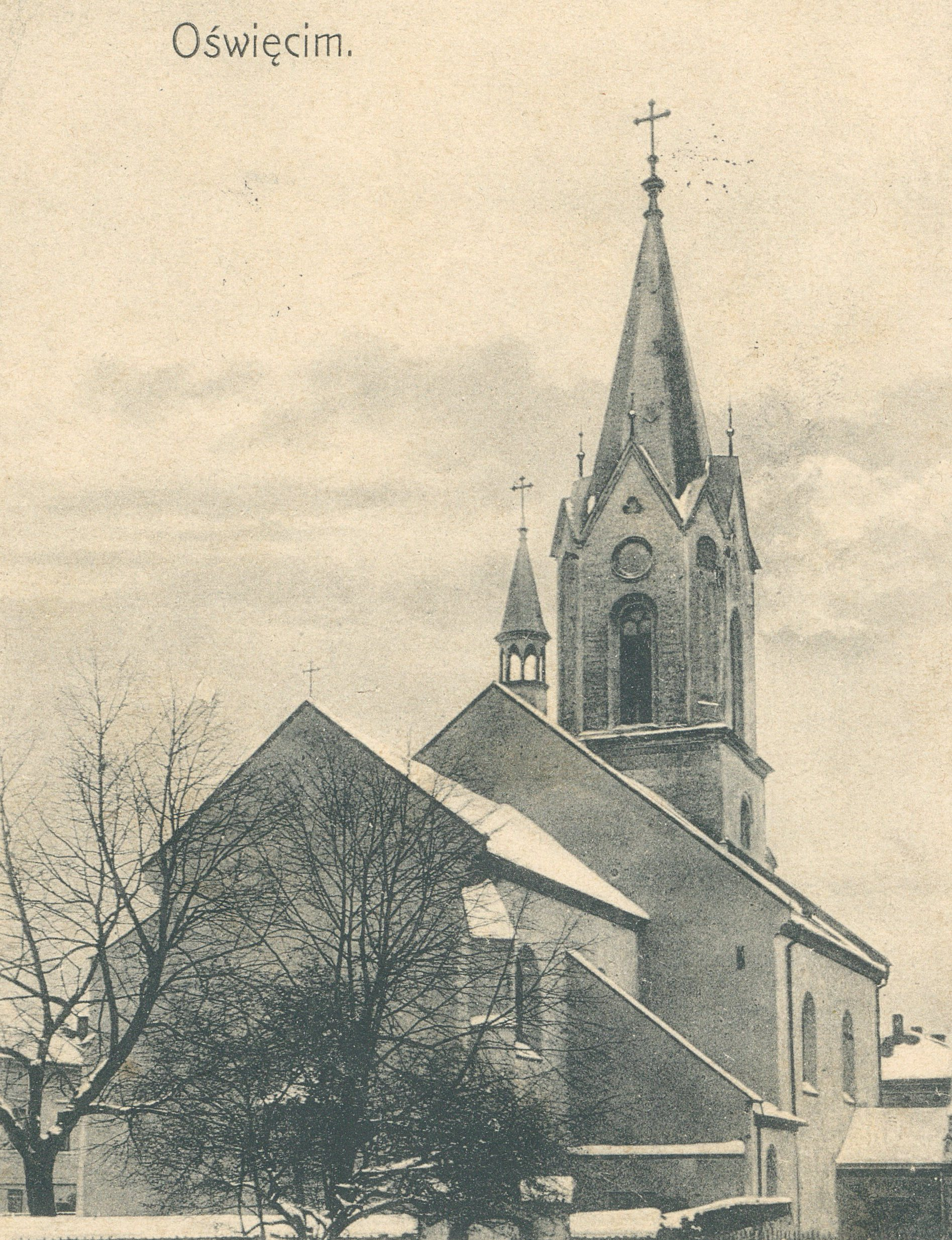
Kościół około 1905
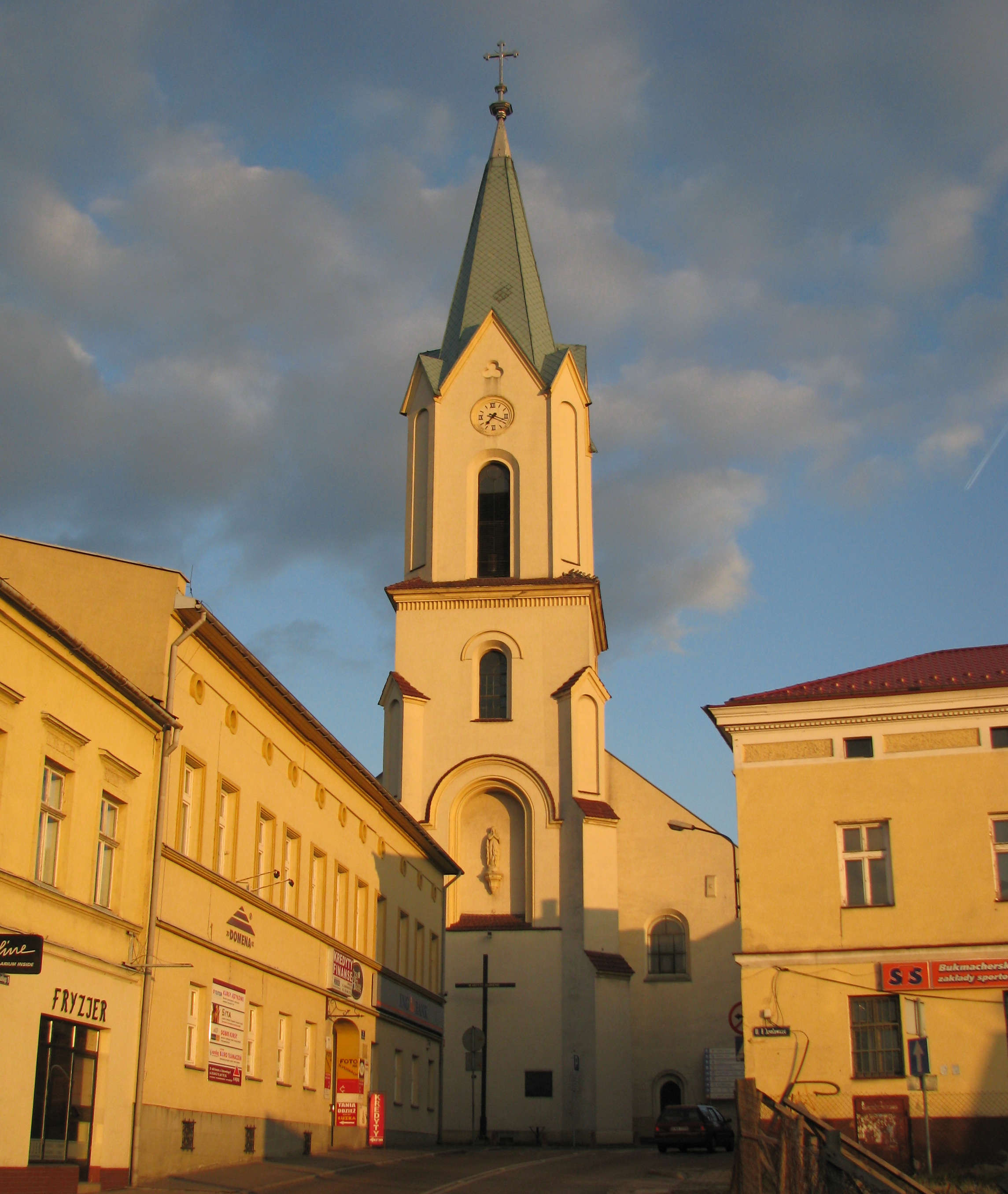
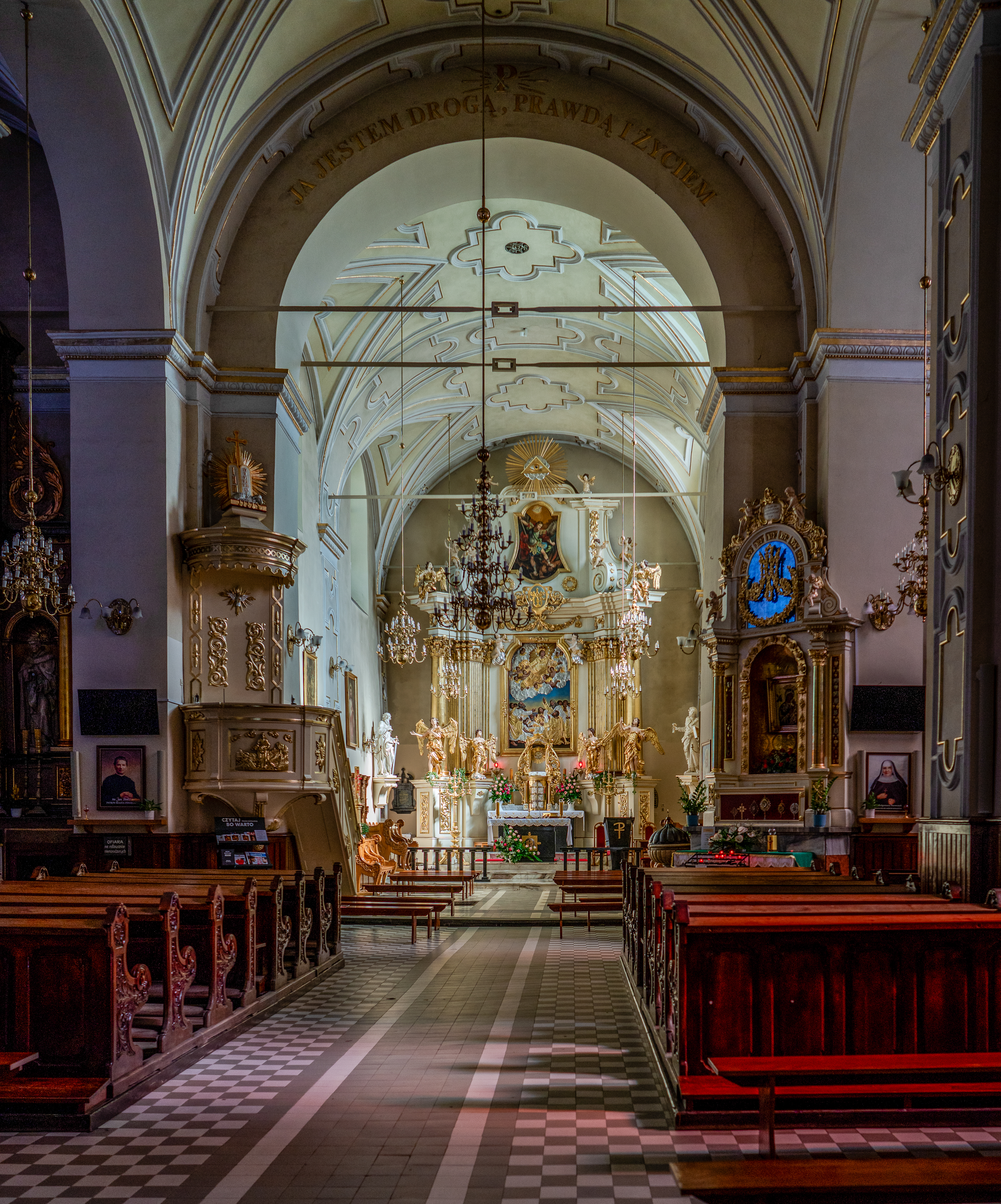
Wnętrze